# Thuật ngữ giải phẫu cử động
Thuật ngữ giải phẫu cử động là hệ thống thuật ngữ giải phẫu nhằm miêu tả một cách thống nhất các cử động của cơ thể người. Cơ sở của thuật ngữ giải phẫu cử động dựa vào tư thế giải phẫu của các khớp hoạt dịch. Các nhà giải phẫu học đã thống nhất hệ thống thuật ngữ mô tả phần lớn chuyển động của cơ thể, bao gồm cả những cử động đặc biệt ở mắt, tay và chân.
Nhìn chung, cử động được phân loại theo sự phân cắt của các mặt phẳng giải phẫu trên cơ thể. Cử động góc là các cử động làm tăng hoặc giảm góc giữa các xương tiếp khớp, bao gồm gấp, duỗi, dạng, khép và quay tròn. Các cử động khác như nâng, hạ mô tả cử động lên cao hoặc xuống thấp (theo mặt phẳng nằm ngang).

## Phân loại
Cử động được phân loại theo sự phân cắt của các mặt phẳng giải phẫu lên trên cơ thể. Cử động được chia làm ba loại, căn cứ vào bản chất của khớp gây nên cử động:
- Cử động trượt là cử động giữa mặt phẳng với mặt phẳng, ví dụ như đĩa gian đốt sống hoặc giữa các xương cổ tay[c] và các xương đốt bàn tay.
- Cử động góc là cử động giữa các khớp hoạt dịch,[d] có tác dụng làm mở rộng hay thu hẹp góc giữa hai xương liền kề.
- Cử động quay là cử động giữa các cấu trúc quanh một trục dọc, ví dụ như cử động quay đầu sang hai bên.

Cử động cũng có thể được chia làm hai loại:
- Cử động tuyến tính (hay tịnh tiến) là cử động theo đường nối hai điểm, gồm cử động thẳng và cử động cong.
- Cử động góc (hay quay) là cử động làm mở rộng hay thu hẹp góc giữa hai xương. Ví dụ: cử động đầu gối làm thay đổi góc giữa đùi và cẳng chân; cử động khuỷu làm thay đổi góc giữa cánh tay và cẳng tay.

Ngành nghiên cứu về các cử động là cơ thể lực động học.

### Cử động bất thường
Một cử động bất thường là hiện tượng cử động vượt ra khỏi giới hạn của khớp mà người bình thường làm được. Thuật ngữ mô tả cử động bất thường có thêm từ "quá mức" đứng ở sau. Người bị mắc hội chứng người dẻo có khả năng duỗi, gấp quá mức. Do khớp di động vượt khỏi giới hạn mà họ có thể bẻ quặt ngón tay ra đằng sau, tức là khớp duỗi quá mức. Hiện tượng này làm tăng áp lực lên dây chằng, và nguyên nhân có thể là do tai nạn, ngã, chấn thương. Thủ thuật làm trật khớp tạm thời cũng được áp dụng trong các ca phẫu thuật. Kỹ thuật khóa siết giúp cảnh sát truy bắt và trấn áp tội phạm.

## Các cử động cơ bản
Sau đây là các thuật ngữ để mô tả động tác của cơ thể. Các động tác xung khắc nhau được xếp vào một cặp.

### Gấp và duỗi

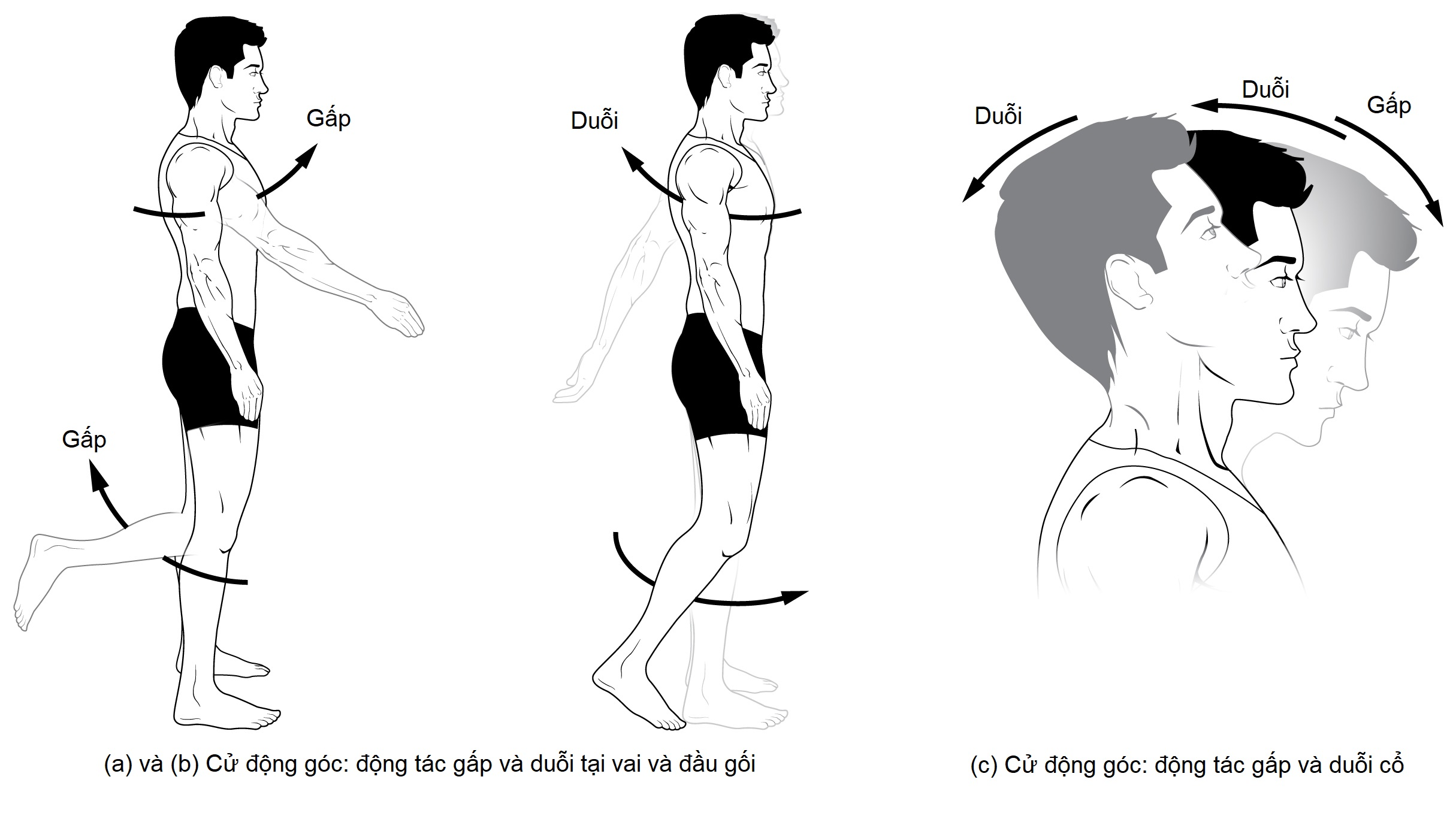
Cử động gấp và duỗi

Gấp và duỗi là hai cử động làm thay đổi góc giữa hai phần của cơ thể.
Gấp mô tả cử động làm thu hẹp góc giữa hai bộ phận. Ví dụ, gấp cẳng tay khi tập tạ, nắm bàn tay khi chơi oẳn tù tì, động tác ngồi xuống... Đối với loại khớp mà có thể di chuyển về phía trước hoặc phía sau (thường tại vùng cổ hoặc thân), gấp là cử động khi vùng cơ thể phía trên khớp nghiêng về phía trước. Để dễ hiểu, động tác cúi đầu để cằm gần chạm ngực thì đầu đang thực hiện cử động gấp; còn khi cong lưng cúi cơ thể về phía trước lúc bê đồ vật nặng thì thân mình đang thực hiện cử động gấp. Cử động gấp vai hay gấp hông là động tác đưa tay hoặc chân ra đằng trước.
Duỗi là cử động xung khắc với gấp, mô tả cử động làm mở rộng góc giữa hai cấu trúc. Ví dụ, động tác đứng dậy là cử động duỗi đầu gối. Đối với loại khớp mà có thể di chuyển về phía trước hoặc phía sau (thường tại vùng cổ hoặc thân), duỗi là cử động khi vùng cơ thể phía trên khớp nghiêng về phía sau. Cử động duỗi vai hay duỗi hông là động tác đưa tay hoặc chân ra đằng sau.

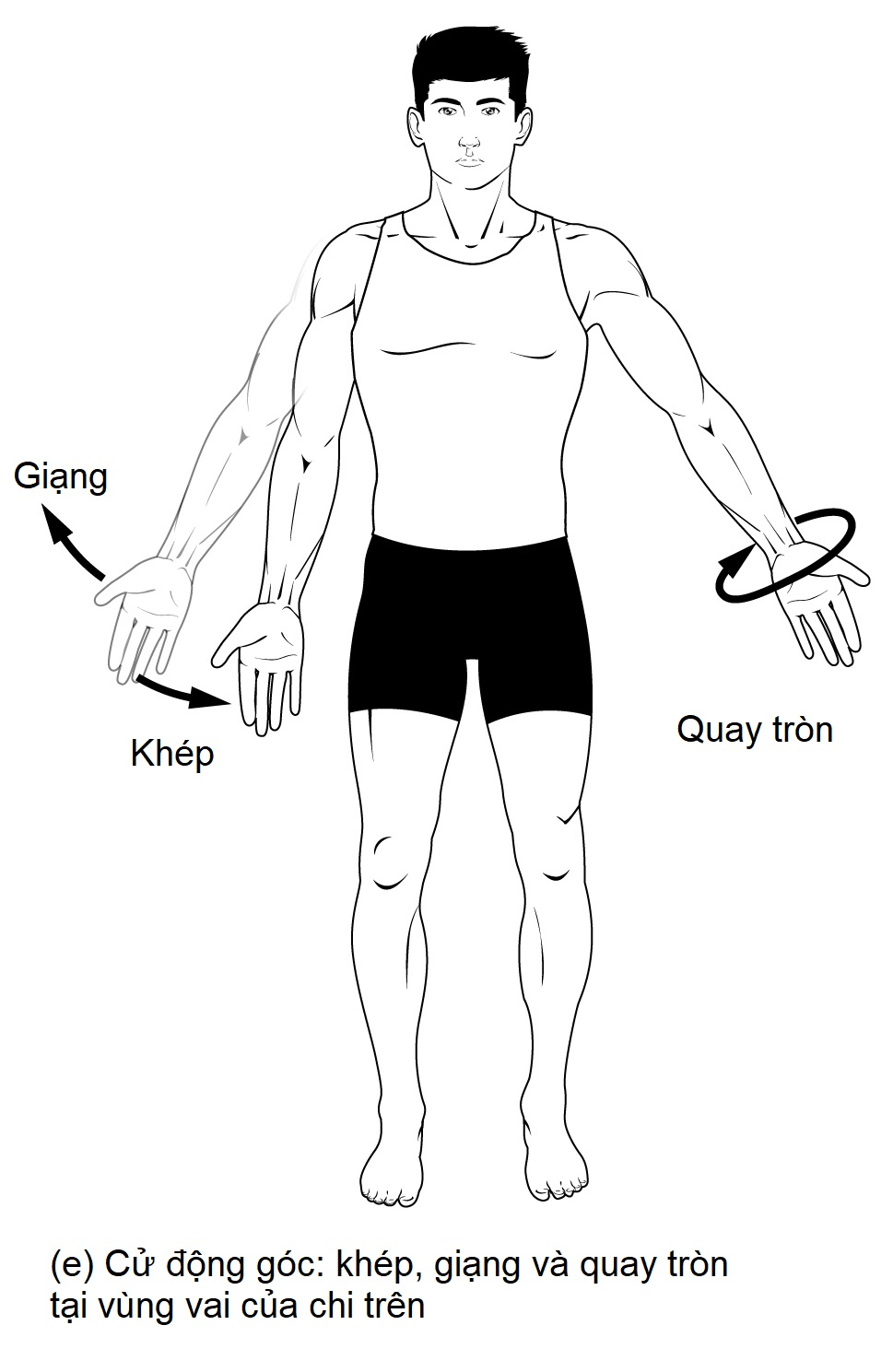
Cử động giạng và khép

### Dạng và khép
Dạng mô tả cử động của cấu trúc nào đó ra xa đường giữa của cơ thể. Đường giữa này nằm chính giữa trên mặt phẳng đứng dọc giữa. Riêng trường hợp bàn tay và bàn chân thì dạng các ngón có nghĩa là đưa các ngón ra xa ngón giữa. Động tác dang hai tay sang ngang khi tập thể dục hay đi trên dây là ví dụ của cử động dạng vai. Cử động dạng chân được thực hiện khi chân chạm hông trong lúc tập bài jumping jacks hay xoạc chân trong quá trình tập yoga.
Khép là cử động của cấu trúc nào đó tiến lại gần đường giữa cơ thể. Riêng trường hợp bàn tay và bàn chân thì khép các ngón có nghĩa đưa các ngón vào gần ngón giữa. Động tác khuỵu chân chạm hai đầu gối là ví dụ của cử động khép gối.
Trong cử động dạng/khép cổ tay, thuật ngữ nghiêng quay chỉ cử động duỗi (cố định cổ tay và nghiêng về phía ngón cái), còn nghiêng trụ chỉ cử động khép (cố định cổ tay và nghiêng về phía ngón út). Đây là hai cử động gây nên bởi sự đối kháng (khi nghiêng quay) và đồng vận (khi nghiêng trụ) giữa cơ gấp cổ tay trụ và cơ duỗi cổ tay trụ.

### Nâng và hạ
Thuật ngữ nâng và hạ mô tả những cử động làm thay đổi vị trí không gian của cấu trúc nào đó theo chiều dọc cơ thể.
Nâng là cử động của cấu trúc sao cho vị trí mới cao hơn vị trí ban đầu. Ví dụ: động tác nhún vai lên trên là ví dụ của cử động nâng xương vai.
Hạ là cử động của cấu trúc sao cho vị trí mới thấp hơn vị trí ban đầu. Nâng và hạ là hai cử động xung khắc nhau.

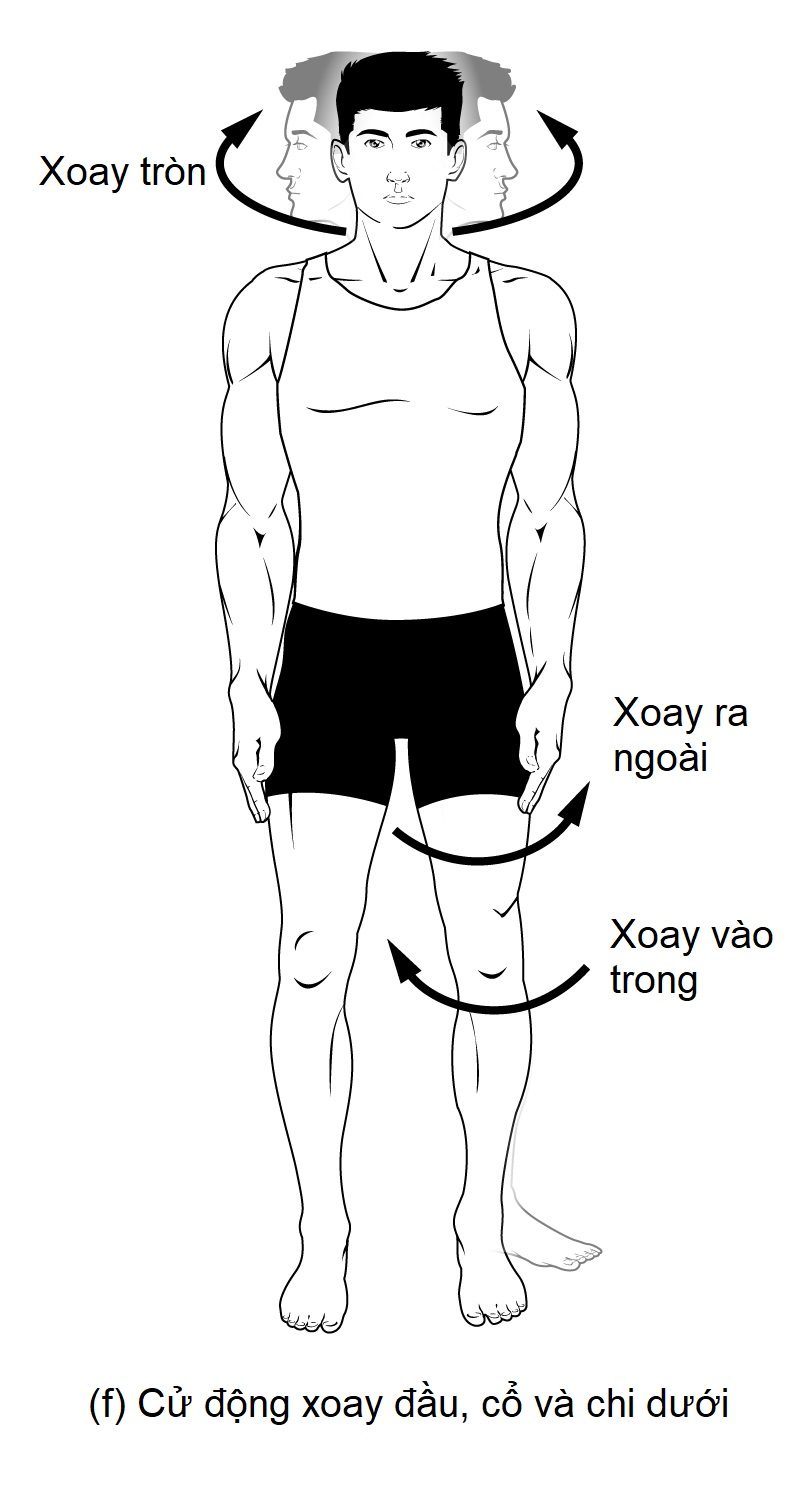
Cử động xoay tròn

### Xoay tròn
Xoay tròn là cử động của một xương theo chiều dài của nó. Có hai loại cử động:
Xoay vào trong là cử động xoay cấu trúc hướng vào trục đứng dọc của cơ thể.
Xoay ra ngoài là cử động xoay cấu trúc hướng ra xa trục đứng dọc của cơ thể.

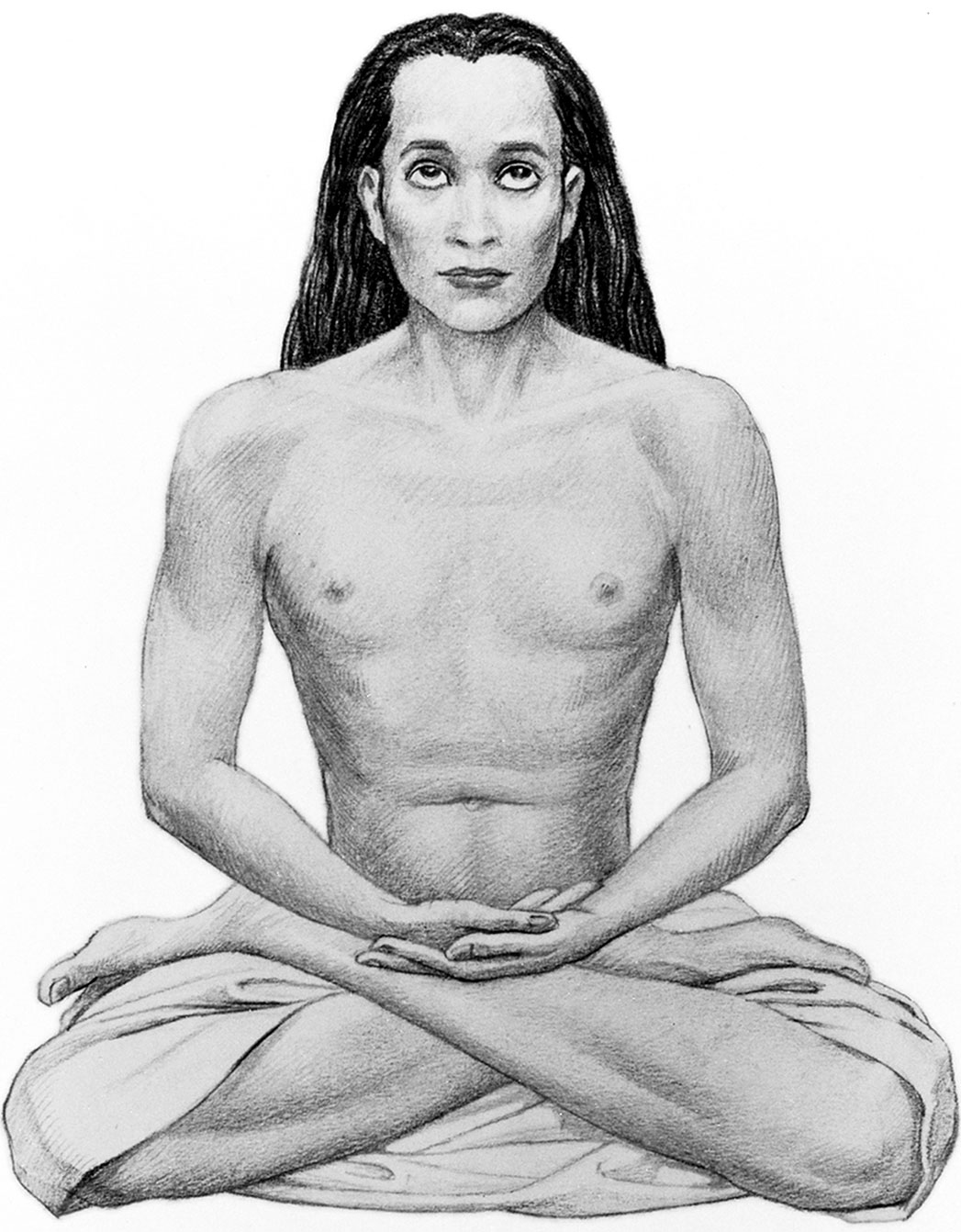
Tư thế liên hoa tọa trong yoga là ví dụ của cử động xoay chân vùng hông ra ngoài.
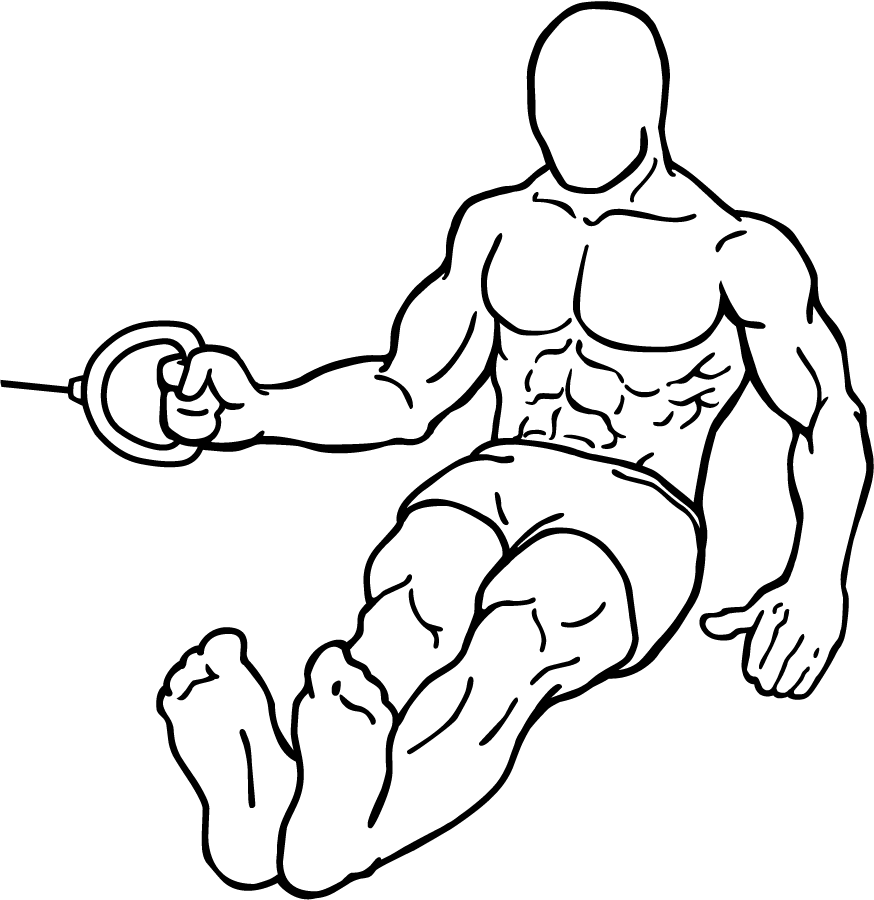
Xoay tay ra ngoài trục cơ thể.
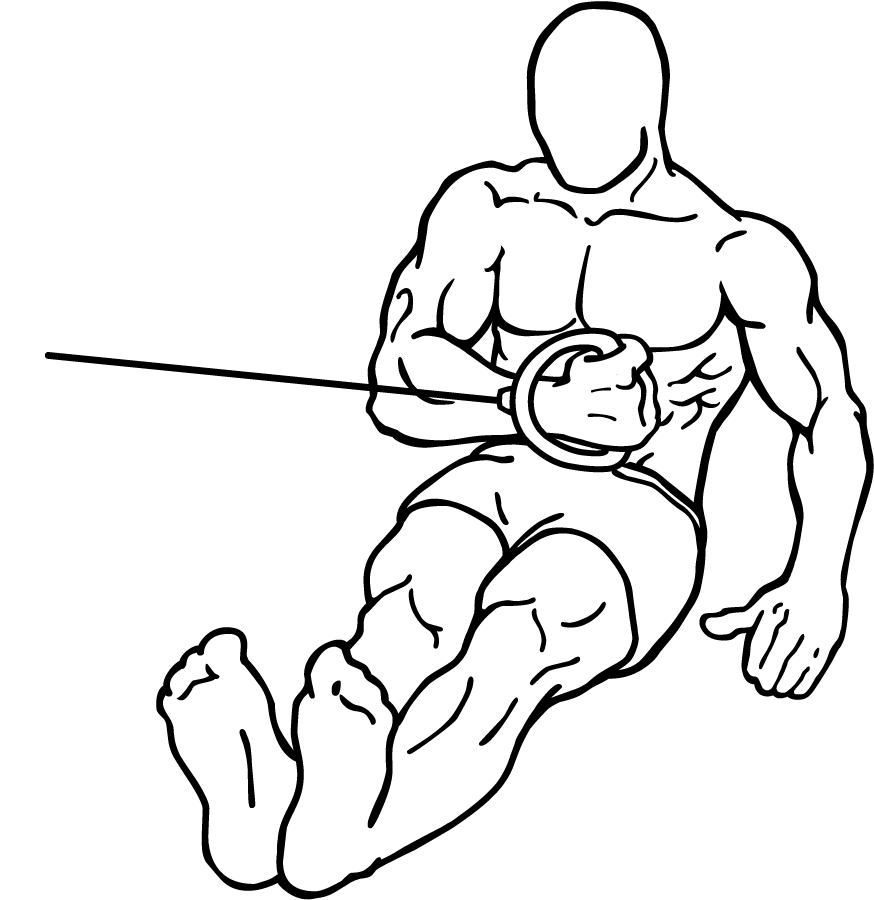
Xoay tay hướng vào trong trục cơ thể.

### Các cử động khác
- Xuôi dòng và ngược dòng mô tả vận động của máu hay các dịch trong cơ thể theo hướng bình thường (xuôi dòng) hay bất thường (ngược dòng).[20]

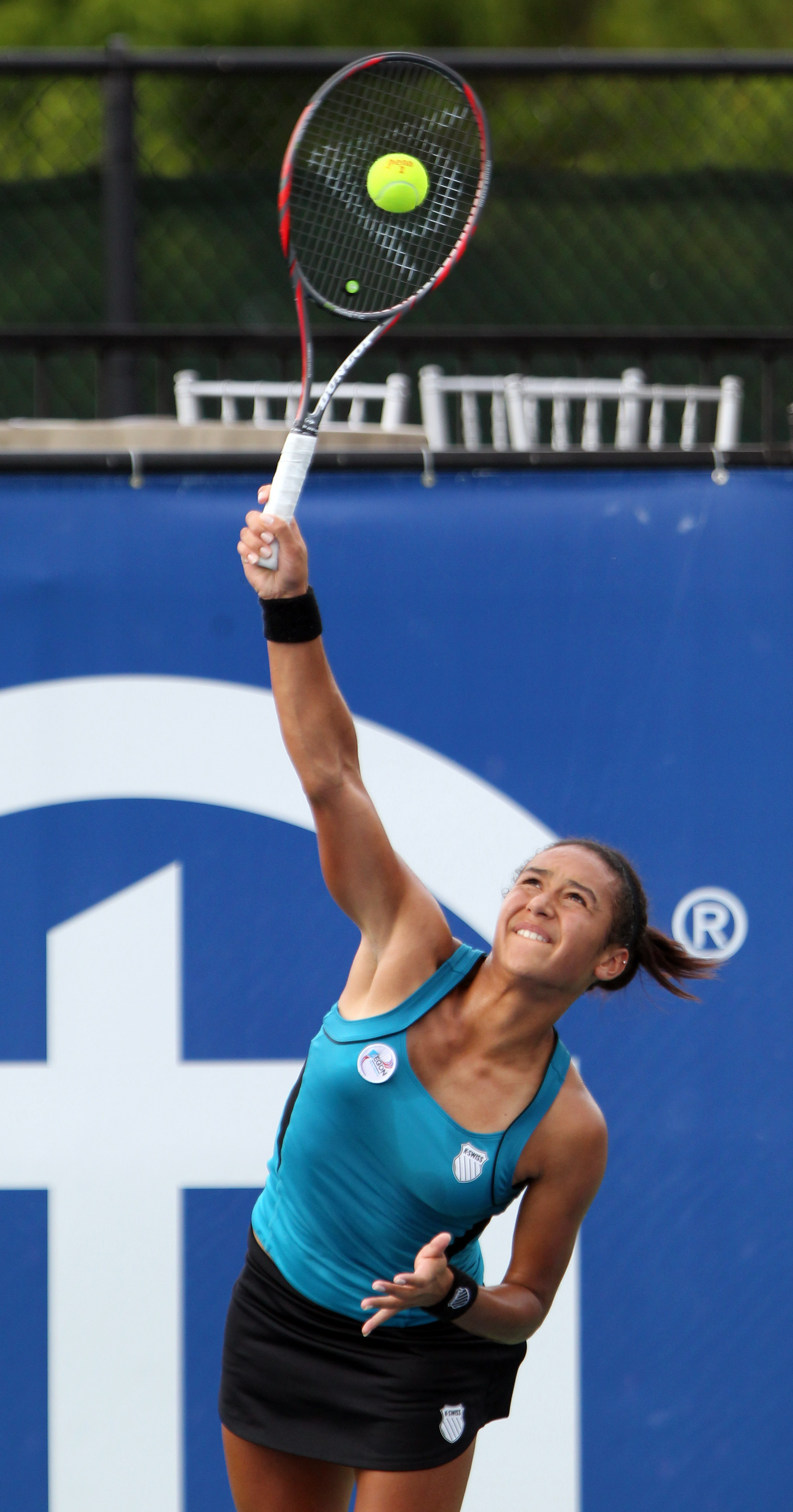
Quay tròn là cử động theo hình nón của các khớp chỏm cầu[g] hoặc mắt. Quay tròn là cử động kết hợp gấp, duỗi, khép và giạng. Động tác này thường thực hiện tại hông và vai, đôi khi thấy ở ngón tay, bàn tay, bàn chân và đầu.[21] Ví dụ, các vận động viên quần vợt giao bóng tennis, lúc này khớp vai thực hiện cử động quay tròn.
- Nắn mô tả cử động của xương để trở về trạng thái ban đầu,[23] ví dụ: nắn xương vai khi bị trật khớp vai, hay nắn chỗ thoát vị.
  - Động tác vung tay giao bóng tennis là ví dụ của cử động quay tròn.

## Các cử động đặc biệt

### Bàn tay và bàn chân

#### Gấp và duỗi bàn chân
Gấp mu bàn chân và gấp gan bàn chân mô tả cử động duỗi hay gấp bàn chân vùng cổ chân. Gấp mu bàn chân là cử động nâng mu bàn chân lên trên cẳng chân, tức là động tác đi bằng gót chân. Gấp gan bàn chân là cử động nâng gan bàn chân lên trên cẳng chân, ví dụ như khi kiễng hoặc nhấn bàn đạp khi lái xe ô tô. Hai thuật ngữ này đã giải quyết được sự khó hiểu gây nhầm lẫn, và thực tế động tác duỗi của khớp cổ chân tương ứng với cử động gấp mu bàn chân, hệ quả là làm thu hẹp góc giữa bàn chân và cẳng chân.
Gấp mu bàn chân khiến khoảng cách giữa các ngón chân với cẳng chân ngắn đi, làm thu hẹp góc giữa mu bàn chân và cẳng chân.
Gấp gan bàn chân khiến khoảng cách giữa các ngón chân với cẳng chân tăng lên, làm thu hẹp góc giữa gan bàn chân và cẳng chân.

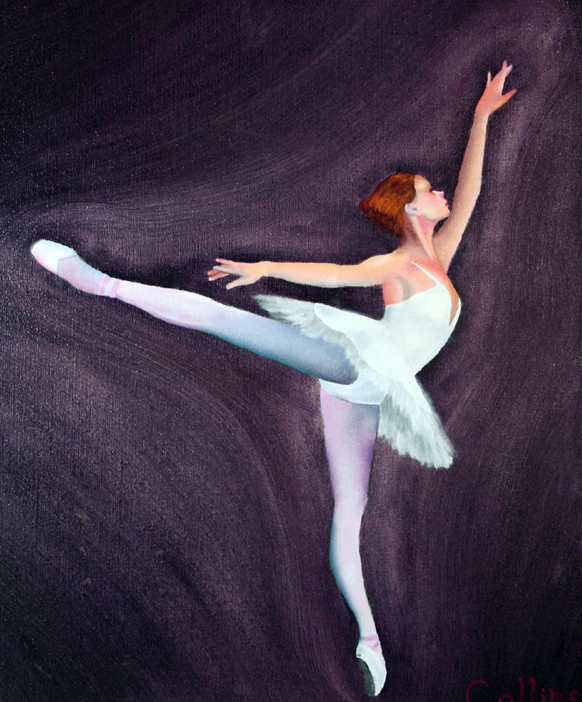
Vũ công múa ba-lê đang thực hiện cử động gấp gan bàn chân
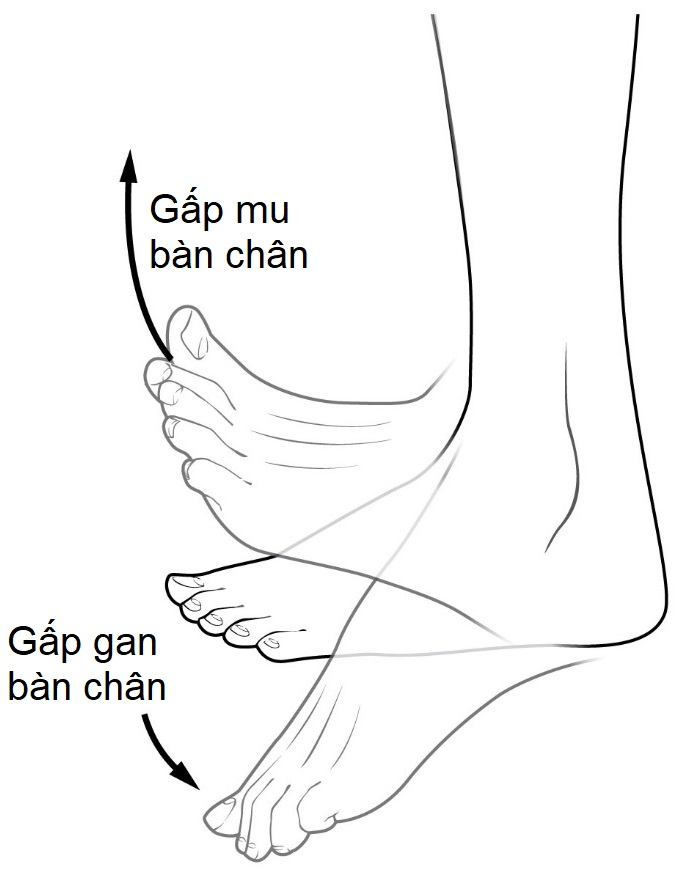
Cử động gấp mu bàn chân và gấp gan bàn chân

#### Gấp và duỗi bàn tay
Gấp gan bàn tay và gấp mu bàn tay mô tả cử động duỗi hay gấp bàn tay vùng cổ tay. Gấp mu bàn tay là cử động gấp bàn tay về phía sau theo tư thế giải phẫu, còn gấp gan bàn tay là cử động gấp bàn tay về phía trước. Thuật ngữ gấp mu và gấp gan có sự khác biệt giữa tay và chân là do sự đảo vị trí đối nghịch nhau giữa các chi trong thời kỳ phôi thai.
Gấp gan bàn tay làm thu hẹp góc giữa gan bàn tay và cẳng tay.
Gấp mu bàn tay là cử động duỗi của cổ tay, khiến khoảng cách giữa phần mu bàn tay với cẳng tay ngắn lại.

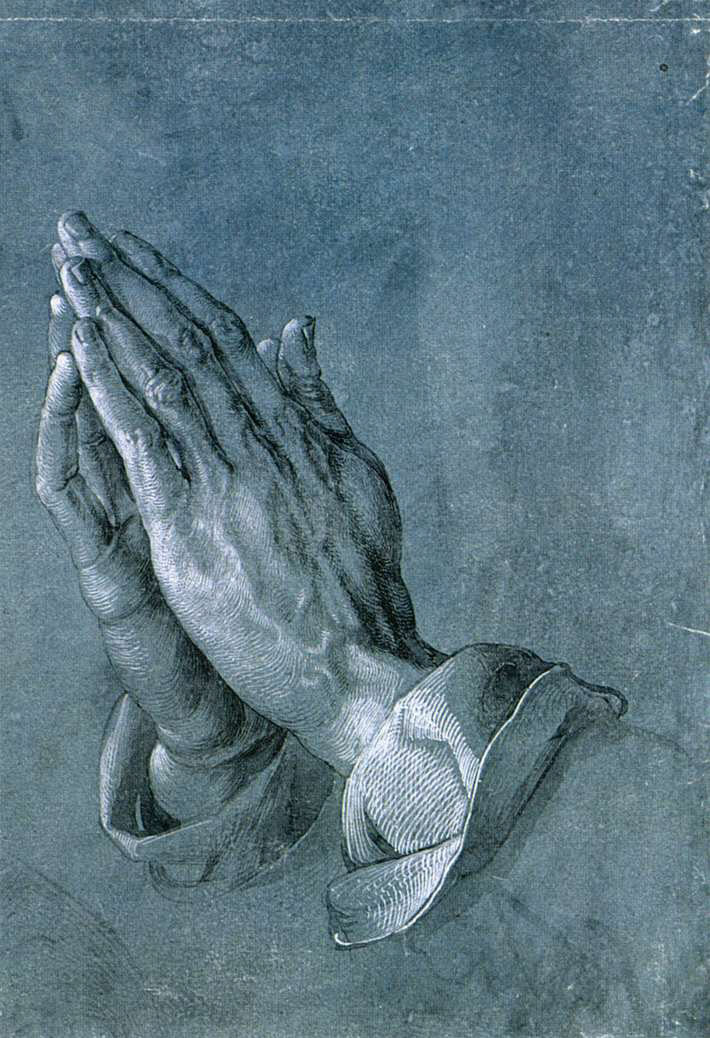
Tác phẩm Praying Hands của họa sĩ Albrecht Dürer. Đây là ví dụ của cử động gấp mu bàn tay.

#### Xoay ngoài và xoay trong
Xoay ngoài và xoay trong là hai cử động của cẳng tay và cẳng chân. Trong tư thế giải phẫu, xoay ngoài tức là xoay cổ tay hay cổ chân hướng ra ngoài, xoay trong thì ngược lại. Tuy nhiên trong cử động xoay này, bàn chân vẫn chạm đất.
Xoay tay ra ngoài là cử động xoay bàn tay ra ngoài, khiến cho mặt gấp của cẳng tay xoay vào trong. Xoay chân ra ngoài khiến trọng tâm dồn vào phần giữa của bàn chân.
Xoay tay vào trong là cử động xoay bàn tay vào trong, khiến cho mặt gấp của cẳng tay xoay ra ngoài. Xoay chân vào trong khiến trọng tâm dồn vào phần rìa của bàn chân.

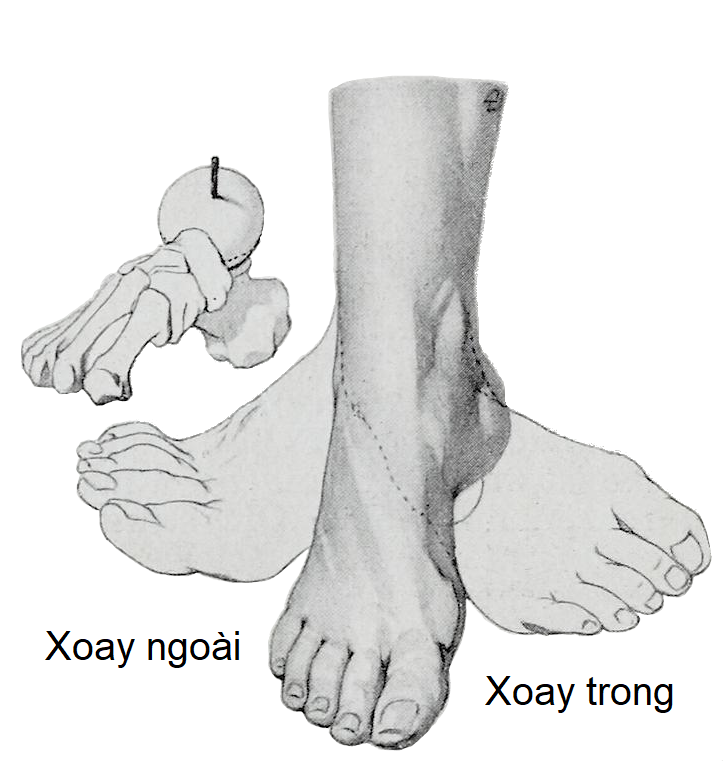
Cử động xoay ngoài và xoay trong ở chân
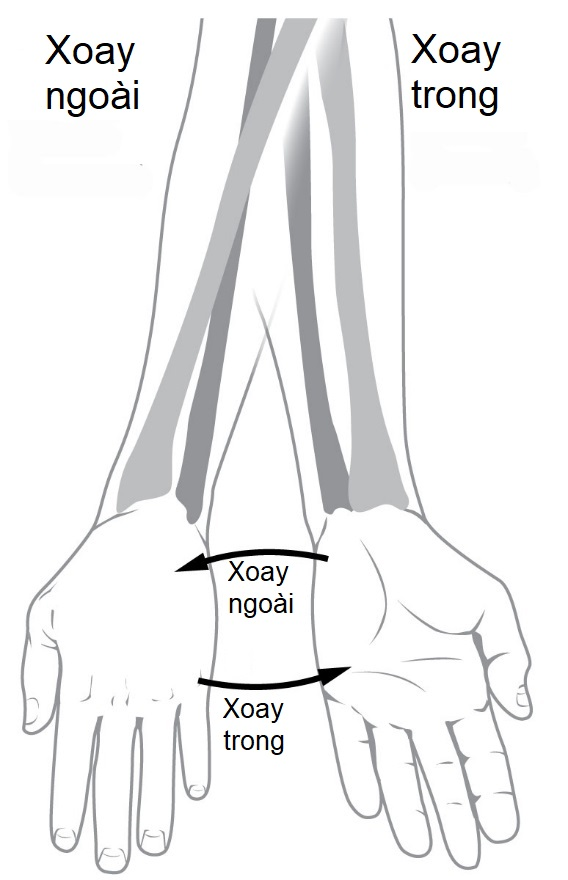
Cử động xoay ngoài và xoay trong ở tay

#### Nghiêng ngoài và nghiêng trong
Nghiêng ngoài và nghiêng trong là hai cử động nghiêng bàn chân hướng ra khỏi (nghiêng ngoài) hay hướng vào trong (nghiêng trong) đường giữa của cơ thể.
Nghiêng ngoài (Eversion) là cử động hướng gan bàn chân ra ngoài mặt phẳng đứng giữa. Nghiêng trong  (Inversion) là cử động hướng gan bàn chân vào mặt phẳng đứng giữa. Trật mắt cá chân gây cử động nghiêng trong bàn chân.

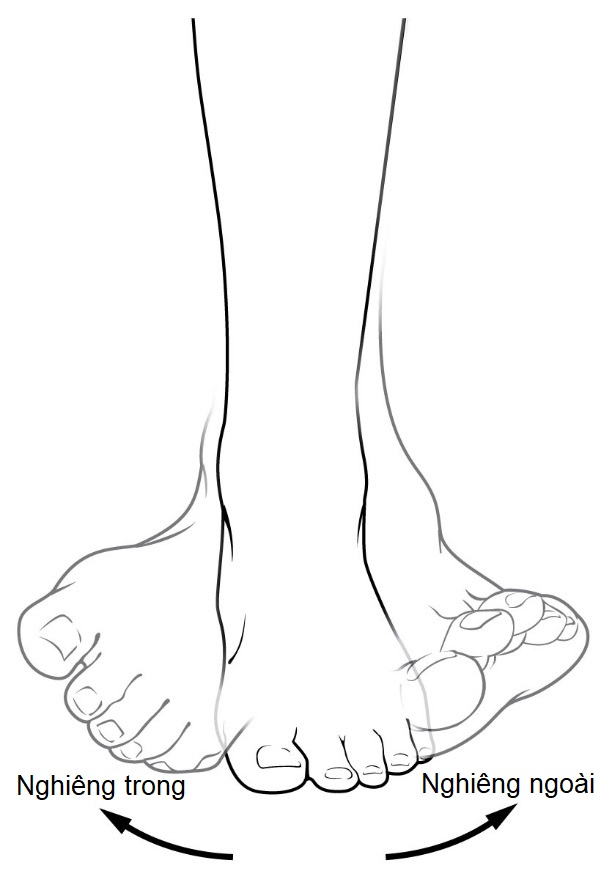
Cử động nghiêng ngoài và nghiêng trong
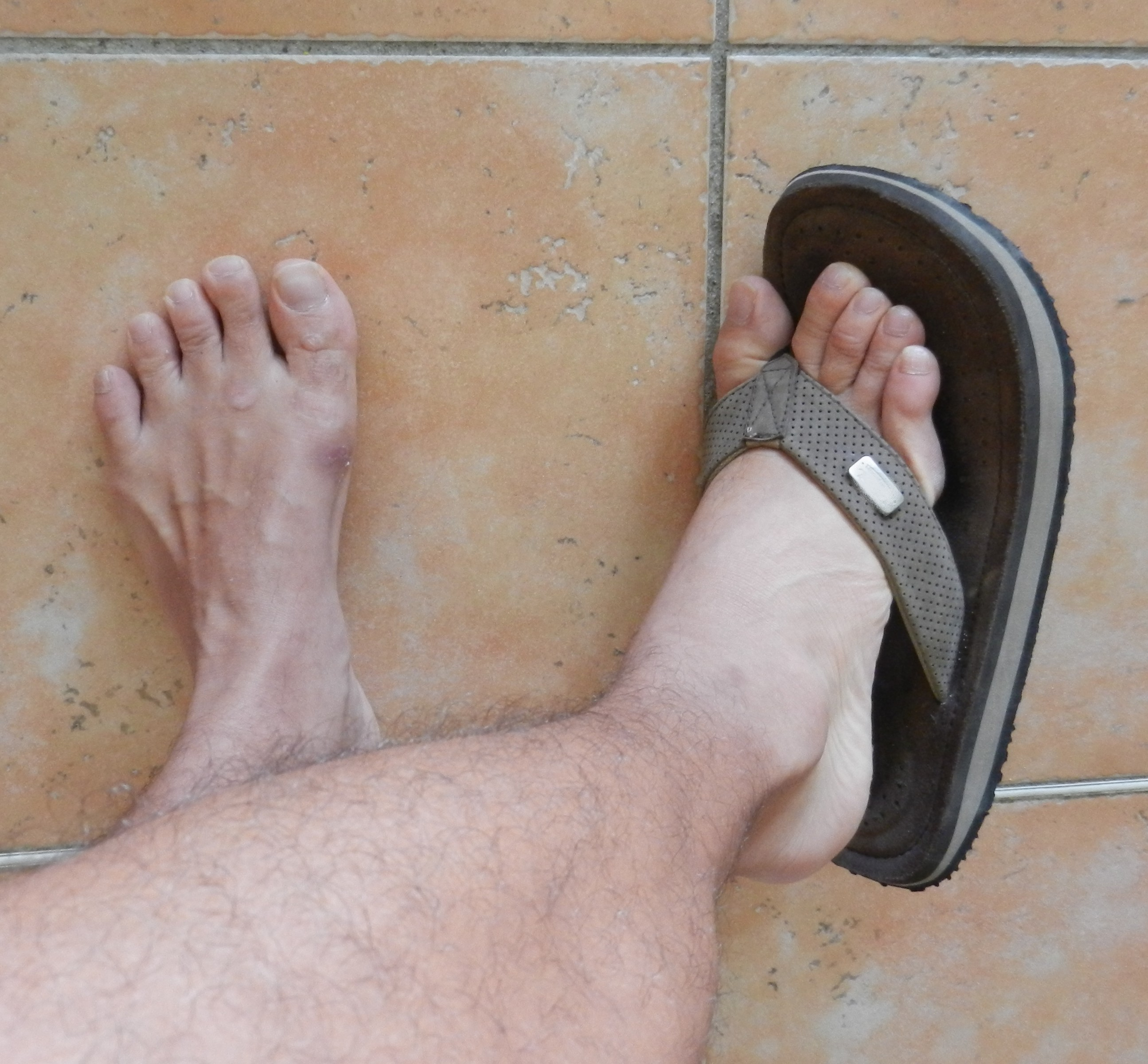
Nghiêng ngoài
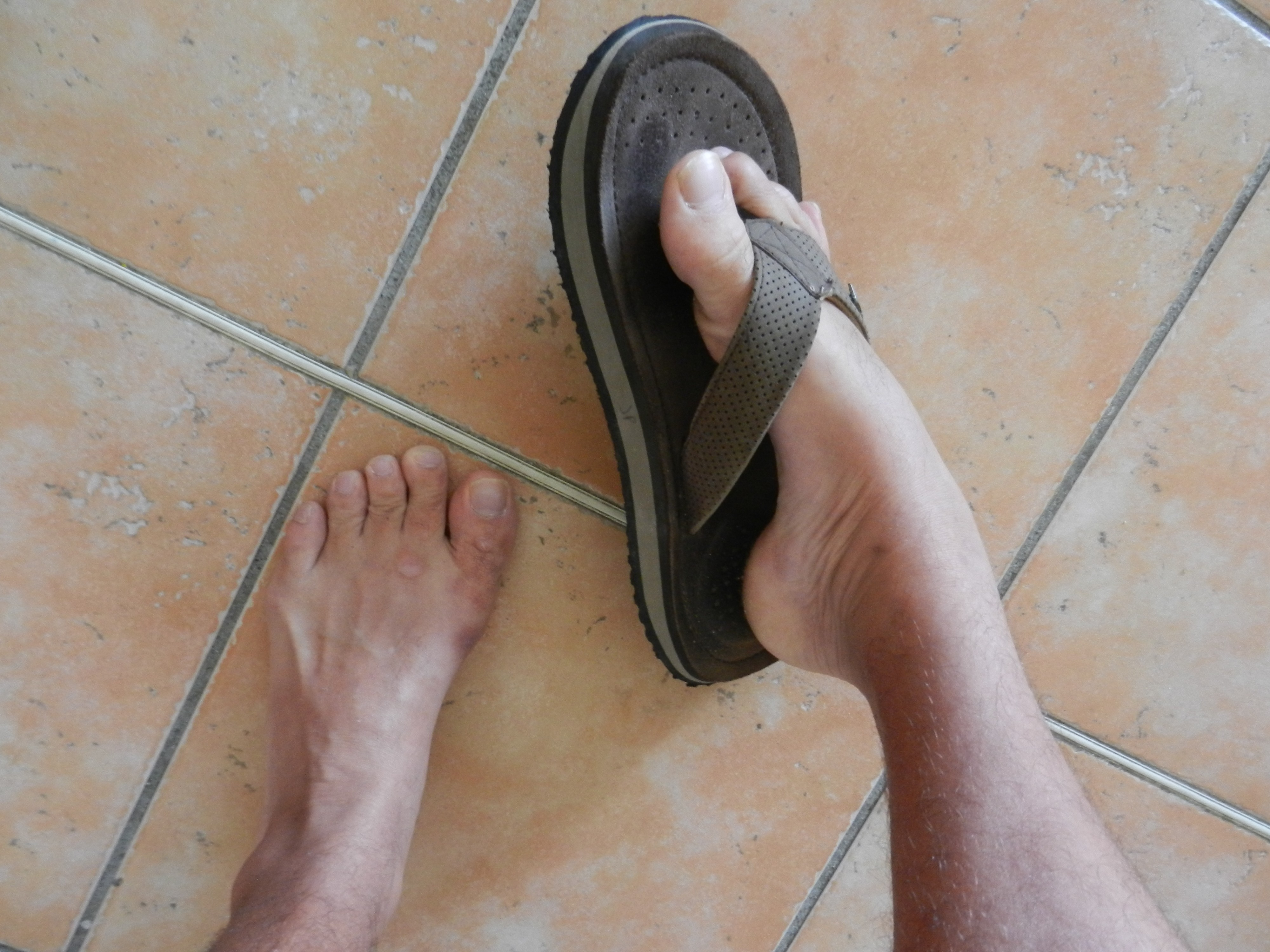
Nghiêng trong

### Mắt
Có hệ thống thuật ngữ riêng để mô tả các cử động của mắt. Ví dụ:
- Liếc là cử động mà cả hai mắt cùng đảo về một hướng.[34]
- Lác là cử động ảnh hưởng đến trục dọc của mắt,[35] ví dụ như hành động cố nhìn vào mũi của chính mình. Lác còn là tình trạng bệnh lý khi bị tổn thương dây thần kinh giạng (thần kinh sọ VI), khiến bệnh nhân mắc chứng nhìn đôi.[36]

### Răng và hàm
- Kéo xương hàm dưới lên trên là cử động để các răng khớp vào nhau trong khi nhai (nâng thềm miệng). Kéo xương hàm dưới xuống dưới là cử động há miệng (hạ thềm miệng).[37]
- Kéo xương hàm dưới ra trước/sau mô tả cử động đưa xương hàm dưới ra trước/sau.[38]

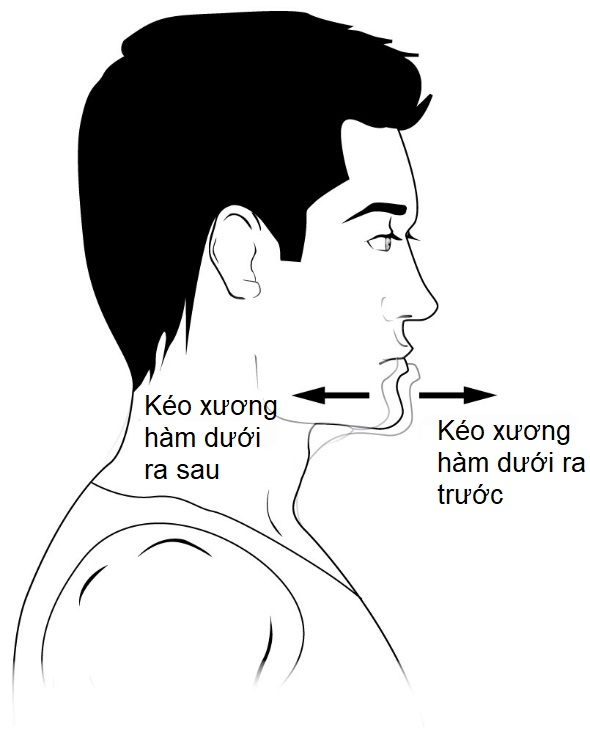
Cử động kéo xương hàm dưới ra trước, ra sau
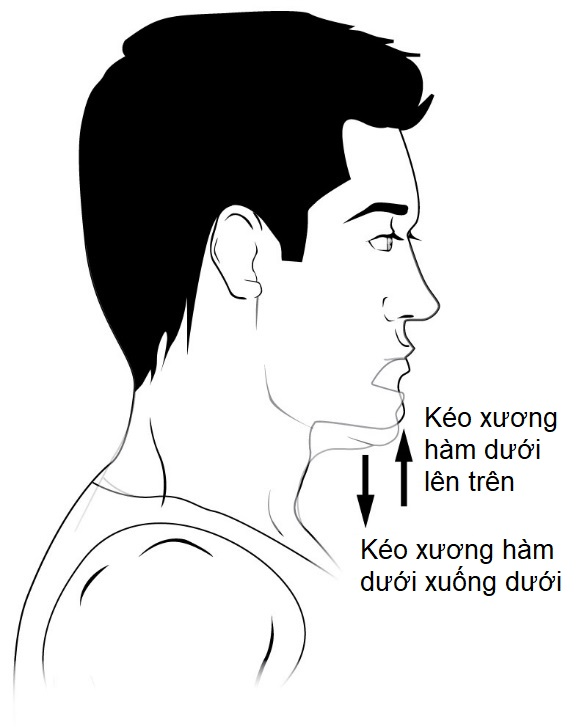
Cử động kéo xương hàm dưới lên trên, xuống dưới

### Các thuật ngữ giải phẫu cử động khác
Các thuật ngữ giải phẫu cử động khác bao gồm:
- Gấp cùng xảy ra khi gấp thân hoặc đùi; duỗi cùng xảy ra khi duỗi thân hoặc đùi; xoay cùng sang hai bên. Đây là cách mô tả khác về cử động của vùng chậu hông theo sự di chuyển của xương cùng.[39][40]
- Đối chiếu là cử động để ngón cái và các ngón còn lại chạm vào nhau tạo thành hình chữ O (giống ký hiệu OK).[41]
- Tách bả vai ra xa và ép bả vai gần nhau[6] là cử động ra trước hoặc ra sau của cánh tay đối với bả vai.[42] Tuy nhiên thuật ngữ này bị chỉ trích là thừa, không quan trọng.[43]
- Cử động tương hỗ là các cử động đối kháng nhau.[44]
- Cử động tái định vị là cử động của các cấu trúc sao cho trở lại đúng vị trí ban đầu của nó.[45]

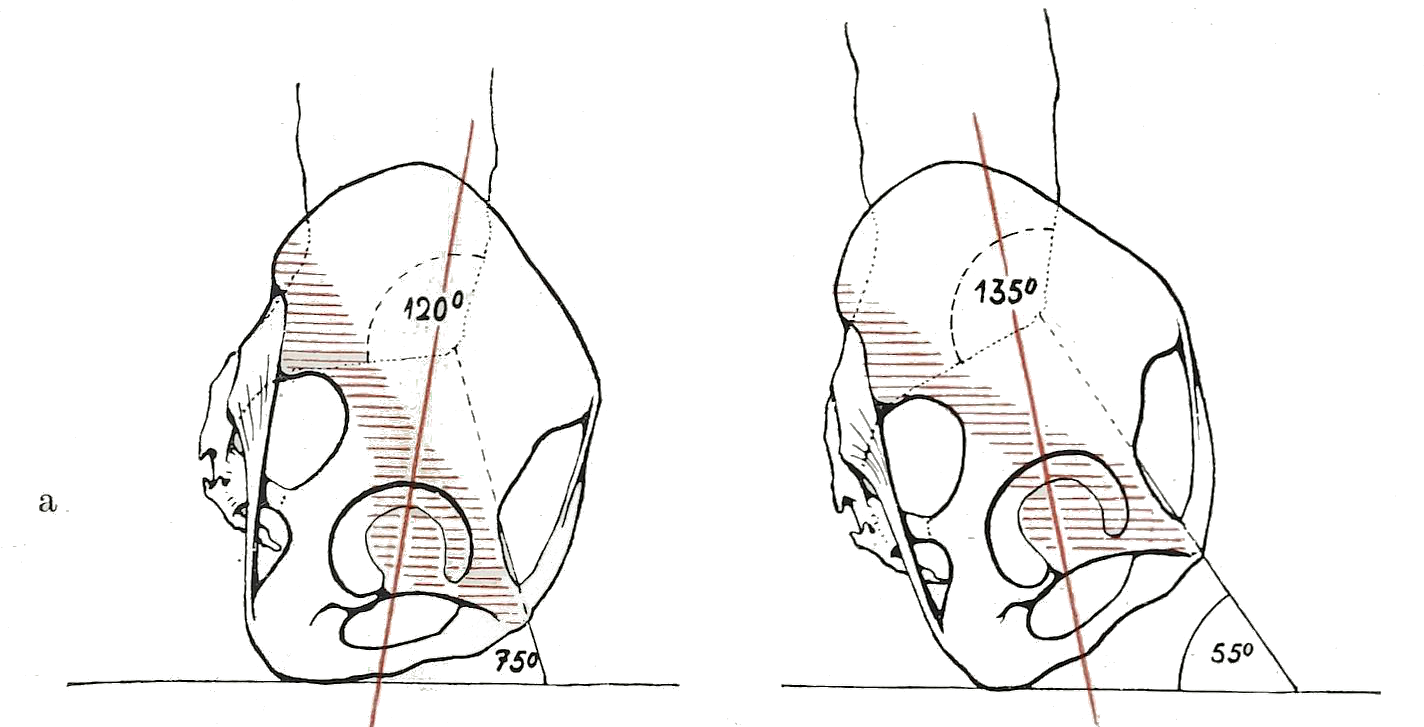
Hình bên trái: cử động gấp cùng; hình bên phải: cử động duỗi cùng
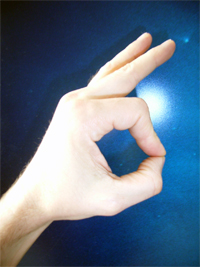
Cử động đối chiếu
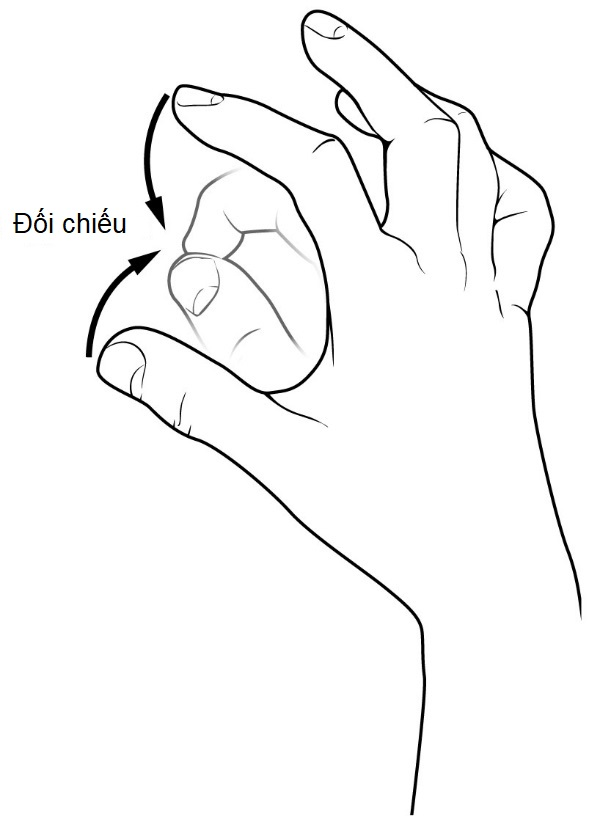
Cử động đối chiếu giữa ngón cái và ngón trỏ